# 长安路站 (洛阳市)
长安路站是洛阳轨道交通1号线的地铁车站，位于中华人民共和国河南省洛阳市涧西区西苑路与长安路交叉口，于2021年3月28日开通。

## 车站结构
长安路站位于西苑路与长安路交叉口，沿西苑路设置，呈东西走向，为地下两层岛式站台车站，车站长320.9米，标准段宽19.7米，车站地下一层为站厅层，地下二层为站台层，站台设置全高站台门。车站东侧设有一条单渡线。
| 地面              | 出入口 | A、B、C、E出入口                                                                                        |
| 地下一层          | 站厅   | 客服中心、自动售票机、验票机                                                                            |
| 地下二层          | 站台   | \| \| \| █ 1号线往红山（武汉路） \| \| 島式 · 開左邊车门 \| \| \| \| \| \| █ 1号线往杨湾（上海市场） \| |
|                   |        | █ 1号线往红山（武汉路）                                                                                 |
| 島式 · 開左邊车门 |        | |
|                   |        | █ 1号线往杨湾（上海市场）                                                                               |

## 出入口
长安路站目前开放4个出入口，各出口及周围设施如下所示：
| 出口编号            | 照片 | 地点                       | 可到达目的地                                     |
| ------------------- | ---- | -------------------------- | ------------------------------------------------ |
| A · 出口            |      | 西苑路（南），龙鳞路（西） | 中钢集团洛阳耐火材料研究院，洛阳市东方第四小学   |
| B · 出口            |      | 西苑路（南）               | 河南科技大学西苑校区(南区)                       |
| C · 出口            |      | 西苑路（北），长安路（西） | 河南科技大学西苑校区(北区)，河南科技大学附属小学 |
| E · 出口 · （设有） |      | 西苑路（北），长安路（东） | 洛阳市东方人民医院                               |
| 图例： 设有         |      |                            |                                                  |

## 接驳交通

### 公交车
- 西苑路长安路：8路，12路，12路延长线，17路，19路，25路，27路，63路，69路，70路，75路，91路，208路，706路，V17路
- 龙鳞路西苑路：50路，72路，72路区间，V17路
- 长安路景华路南：12路，12路延长线，17路，19路，27路，31路，72路，72路区间，91路，207路

## 历史
本站工程名与正式站名均为长安路站，以车站横跨的长安路命名。
- 2018年12月25日，车站主体结构封顶。
- 2021年3月28日，车站随1号线通车开通[1]。